# Ивашинцов, Борис Александрович
Борис Александрович Ивашинцов (23 августа 1891 — 1921) — российский военный летчик, георгиевский кавалер.

## Биография
Родился 23 августа 1891 года. Православный. Из дворян. Сын статского советника Александра Васильевича Ивашинцова (1859 — 1919) и Екатерины Павловны Волоцкой (1864 — 1939).
Получил начальное домашнее образование. Окончил Виленское военное училище (12.07.1914 года выпуска подпоручиком во 2-й Кронштадтский крепостной артиллерийский полк), Военную школу летчиков-наблюдателей (06.12.1916 г.).
С 20.07.1914 г. — командир батареи № 72 Кронштадтской крепости. С 16.11.1914 г. по 07.04.1915 г. — командир 75-миллиметровой противоаэропланной батареи № 2. 01.05.1915 г. командирован в 1-й корпусной авиационный отряд. С 04.05.1915 г. — летчик-наблюдатель 1-го корпусного авиационного отряда. 13.09.1915 г. «при падении с аппарата во время тренировочного полета получил перелом средней трети правого плеча». Командирован в переменный состав Военной школы летчиков-наблюдателей. 06.12.1916 г. окончил школу. 28.02.1917 г. переведен в 5-й Сибирский корпусной авиационный отряд. С 13.05.1917 г. — летчик-наблюдатель 1-го корпусного авиационного отряда.
В конце 1919 г. призван на службу в РККА. Летчик-наблюдатель, затем адъютант 2-го авиационного дивизиона Рабоче-Крестьянского Красного Воздушного Флота (РККВВФ). С февраля 1920 г. находился в отпуске. Заболел тифом и не смог возвратиться вовремя в часть. Был «объявлен в бегах». 23.05.1920 г. временно прикомандирован к Управлению 2-го авиационного дивизиона истребителей РККВВФ. С 14.07.1920 г. — летчик-наблюдатель, затем заведующий разведкой 9-го авиационного отряда РККВВФ. С 01.03.1921 г. — летчик 13-го авиационного отряда. 20.05.1921 г. переведен в 11-й авиационный отряд истребителей РККВВФ. 12.07.1921 г. с разрешения начальника 1-й эскадрильи убыл в г. Альму «по личным делам». Из отпуска не возвратился. Примкнул к отряду «зеленых». Приказом начальника отряда за № 1 от 28.07.1921 г. «был объявлен в бегах». 02.08.1921 г. вместе с отрядом «зеленых» спустился с гор, прибыл в г. Ялту и был зарегистрирован Крымской ЧК, «как добровольно сдавшийся бандит». До 28.08.1921 г. находился в г. Симферополе, затем по сведениям Крымской ЧК «бесследно исчез»). 
Находился в эмиграции в Югославии, где и умер до 20.06.1943 г., о чём свидетельствует сообщение в этой газете о проведении панихиды по Ивашинцову Б. А. в Св. Троицкой церкви Белграда.

## Чины
Подпоручик — 12.07.1914 г., поручик — 02.04.1917 г., штабс-капитан — 18.08.1917 г., капитан — 13.10.1917 г.

## Награды
- орден Святой Анны 4-й степени с надписью «За храбрость»
- орден Святой Анны 3-й степени с мечами и бантом — ВП от 07.02.1917 г.
- Георгиевское оружие — ПАФ от 22.03.1917 г. «за то, что, имея задачу представить в кратчайший срок фотографические снимки 1-й и 2-й неприятельских позиций, 20-го марта 1916 г. во время полета подвергся сильному обстрелу неприятельской артиллерии, подбившей мотор и вынудившей самолет снизиться до 1200 метров. Несмотря на это, подпоручик Ивашинцов продолжал фотографирование и прекратил его только после полного отказа мотора. При посадке аппарат был разбит, а подпоручик Ивашинцов получил сильные ушибы. Невзирая на болезненное состояние, желая во что бы то ни стало выполнить поставленную задачу, подпоручик Ивашинцов совершил ещё два полета при столь же тяжелых условиях и только по представлении всех снимков эвакуировался для лечения».
- орден Красного Знамени — Приказом РВСР № 42 от 07.02.1921 г. «за то, что 2 августа 1920 г. получил задание задержать бомбометанием наступавшего противника, стремившегося перерезать железнодорожную линию северо-восточнее стан. Софиевка, при самых неблагоприятных условиях совершил полет на высоте 500—600 метров и, сбросив 7 бомб в колонны кавалерии и артиллерии противника, которые вызвали сильное замешательство в его рядах, чем и дали возможность планомерно отойти нашим войскам и бронепоезду на новые позиции. Кроме того, товарищ Ивашинцов, произвел ряд разведок в течение августа месяца, доставлял ценные сведения о расположении и перегруппировках противника, что давало возможность нашему командованию ориентироваться в боевых действиях и парализовать своевременно натиск противника».
- Серебряные часы с дарственной надписью — 05.09.1920 г. (награждён лично командующим 13-й армии во время парада гарнизона г. Александровска).